# Viminalhøjen
Viminalhøjen (latin: Collis Vīminālis; italiensk: Viminale) er den mindste af de berømte syv høje i Rom. Højen er formet som en finger, der peger mod det centrale Rom mellem Quirinalhøjen mod nordvest og Esquilinhøjen mod sydøst. Højen er hjemsted for Teatro dell'Opera og Termini Station.
På toppen af Viminalhøjen er Palazzo del Viminale placeret, der er hovedkvarteret for indenrigsministeriet. I øjeblikket betyder udtrykket Il Viminale indenrigsministeriet.
I henhold til Livius blev højen først en del af byen Rom, sammen med Quirinalhøjen, under Servius Tullius' regeringstid (Roms sjette konge). Højens navn stammer fra det latinske viminalis ("vedrørende vidier"), fra vimen ("en bøjelig kvist, vidie").

## Eksterne links
- Samuel Ball Platner, en topografisk ordbog over det gamle Rom : Viminal Hill